# Pamukkale

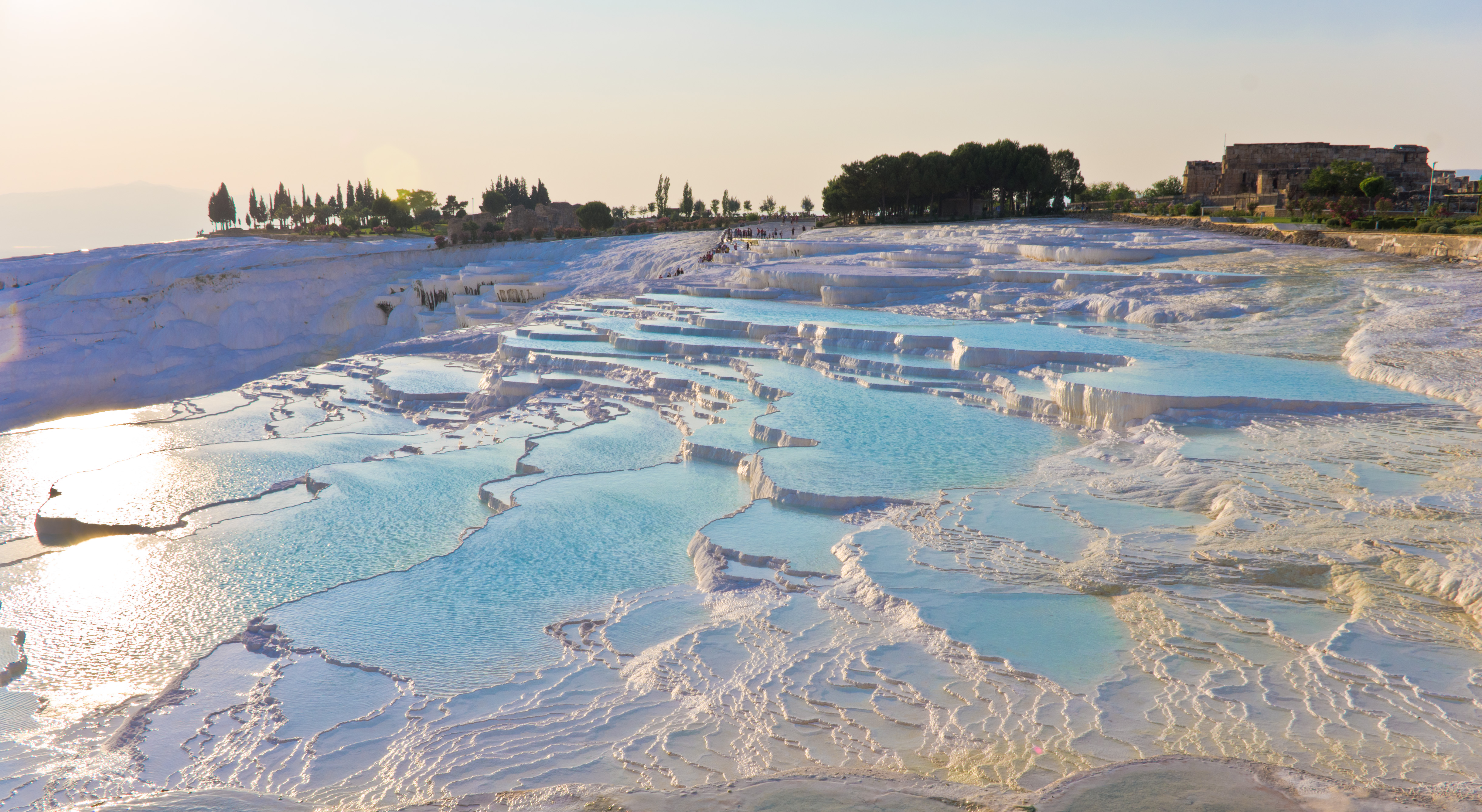
Vista panoramica delle terrazze di travertino a Pamukkale

Pamukkale, che in turco significa "castello di cotone'', è un sito naturale della Turchia sud-occidentale, nella provincia di Denizli, prossimo all'omonimo abitato e nei dintorni delle rovine dell'antica città di Hierapolis. 

## Geografia
Si trova nella regione interna Egea, nella valle del fiume Meandro, che crea un clima temperato per buona parte dell'anno. Il sito copre un'area di 2700 metri di lunghezza e 160 d'altezza e può essere visto da grande distanza, perfino dal lato opposto della vallata, a circa 20 km dalla città di Denizli. 
Pamukkale è un importante centro turco per i turisti che viaggiano dalle coste dell'Adalia e del Mar Egeo per vedere questo luogo che, in coppia con Hierapolis, è uno dei Patrimoni dell'umanità dell'UNESCO. Esistono pochi luoghi al mondo simili a questo, ad esempio le Mammoth Hot Springs negli USA, le terme di Saturnia in Italia, e Huanglong nella provincia cinese di Sichuan (altro sito dell'UNESCO).

## Le fonti termali
I movimenti tettonici non solo hanno causato frequenti terremoti, ma hanno anche permesso la nascita di numerose fonti termali. L'acqua che ne sgorga è sovrastata di ioni di calcio e di anidride carbonica, che forma con l'acqua acido carbonico. Emergendo, l'acqua perde gran parte dell'anidride carbonica, spostando l'equilibrio chimico da bicarbonato a carbonato di calcio che, anche a causa dell'abbassamento della temperatura, precipita dando luogo alle caratteristiche formazioni, costituite da spessi strati bianchi di calcare e travertino lungo il pendio della montagna, rendendo l'area simile ad una fortezza di cotone o di cascate di ghiaccio. L'equazione chimica che descrive questo fenomeno è la seguente:
{\displaystyle Ca^{2+}+2(HCO_{3}^{-})\leftrightarrow CaCO_{3}+CO_{2}+H_{2}O}
Pamukkale fu deturpata nel corso del XX secolo: alcuni hotel furono costruiti sopra al sito, distruggendo parte delle rovine di Hierapolis, e l'acqua calda fu incanalata allo scopo di riempire le piscine artificiali degli alberghi. Gli scarichi di queste ultime per anni riversarono le acque reflue direttamente sul sito, contribuendo in maniera determinante all'inscurimento delle vasche calcaree. Fu anche costruita una strada asfaltata in mezzo al sito per permettere ai visitatori di raggiungere la parte alta della formazione in bici, moto o a piedi. Inoltre fu concesso a questi ultimi di lavarsi all'interno delle vasche calcaree utilizzando detergenti di natura industriale aggravando ulteriormente il problema.
A seguito dei danni prodotti, L'UNESCO è intervenuta, predisponendo un piano di recupero nel tentativo di invertire il processo di inscurimento. Gli hotel furono demoliti, e la strada coperta da piscine artificiali che sono tuttora accessibili, a differenza del resto, dai turisti a piedi nudi. Una piccola trincea è stata scavata lungo il bordo, al fine di recuperare l'acqua ed evitarne la dispersione. Le parti brune sono sbiancate lasciandole al sole, in assenza di acqua per diverse ore al giorno. Per questo motivo molte piscine sono vuote. Alcune aree sono coperte d'acqua per un paio di ore al giorno, secondo la programmazione mostrata in cima alla collina. Inoltre il sito è costantemente sorvegliato da addetti che impediscono ai visitatori di abusare dei luoghi. Grazie a questi interventi il sito sta lentamente riprendendo il suo naturale colore bianco.
L'attività vulcanica sotterranea che ha generato le fonti termali, permette anche all'anidride carbonica di fuoriuscire generando quella che viene chiamata "Plutonium", formata interamente da plutone, e che significa "luogo del dio della morte".

## Luoghi simili
- La Balena Bianca in località Bagni San Filippo a Castiglione d'Orcia (Siena)
- Mammoth Hot Springs negli USA
- Egerszalók in Ungheria
- Huanglong nella provincia cinese di Sichuan
- Terrazze rosa e bianche in Nuova Zelanda (distrutte nel 1886 da un'eruzione vulcanica)
- Terme di Saturnia in Maremma